# Крістен Нюґор
Крістен Нюгор (або Нюґор, норв. Kristen Nygaard; 27 серпня 1926 року, Осло — 10 серпня 2002 року, Осло) — норвезький вчений у галузі теорії обчислювальних систем, лауреат премії Тюрінга. Разом з Уле-Юганом Далем є одним із розробників основ об'єктно-орієнтованого програмування, а також першої об'єктно-орієнтованої мови програмування Симула.

## Біографія
Крістен Нюгор отримав ступінь магістра з математики в 1956 році. Він написав магістерську дисертацію на тему «Теоретичні аспекти методів Монте-Карло» (англ. Theoretical Aspects of Monte Carlo Methods).
З 1948 по 1960 рік працював у Норвезькому військовому науково-дослідному інституті, де останні три роки очолював відділ по дослідженню операцій. З 1960-го року обіймав посаду директора в Норвезькому обчислювальному центрі. У 1975—1976 рр. викладав в університеті в м. Орхус у Данії. З 1977 року обіймав посаду професора в університеті Осло, де працював разом з Уле-Юганом Далем над теорією об'єктно-орієнтованих мов програмування. Разом вони розробили першу об'єктно-орієнтовану мова Simula I, а пізніше Simula 67. Даль і Нюгор ввели такі поняття, як клас, об'єкт, спадкування, динамічне створення об'єктів тощо. Зараз ці терміни є невід'ємними основами всіх сучасних об'єктно-орієнтованих мов програмування, зокрема, мов Java і C++. У 1975—1992 роках він брав участь у розробці наступної мови, BETA, яка продовжує і розвиває ідеї Сімули.
У 1987 році Крістен Нюгор працював на посаді запрошеного професора у Стенфордському університеті, а також у Xerox PARC в Пало-Альто, а також у компанії Apple.
З серпня 2000 року Крістен Нюгор є командором ордена Святого Олафа. Разом з Далем Нюгорд був нагороджений премією Тюрінга у 2001 році та Медаллю IEEE імені Джона фон Неймана в 2002 році за вагомий внесок у розвиток інформатики.
Член Норвезької академії наук.
Нюгорд одружився 27 січня 1951 року з Юганною Нюгор (норв. Johanna Nygaard, до шлюбу Ур, Ur), співробітницею благодійної організації NORAD (англ. The Norwegian Agency for Aid to Developing Countries), виховав з нею трьох дітей. У Крістена і Юганни сім онуків.
Помер від інфаркту міокарда у віці 75 років. Він пережив свого колегу Уле-Югана Даля всього на один місяць.

## Нагороди (витяг)
- 1990 — почесний докторський титул від Лундського університету
- 1990 — Премія Норберта Вінера за соціальну і професійну відповідальність[en] (American association Computer Professionals for Social Responsibility)
- 1991 — почесний докторський титул від Ольборгского університету
- 1999 — Rosing Prize (Norwegian Data Association) разом з Оле-Йоханом Далем
- 2000 — почесне членство в Object Management Group
- 2000 — командор ордена Святого Олафа
- 2001 — Премія Тюрінга разом з Оле-Йоханом Далем за ідеї, фундаментальні для розвитку об'єктно-орієнтованого програмування, що виникли в ході розробки мов програмування Simula I та Simula 67[8]
- 2001 — Медаль Джона фон Неймана